# Niewa Leningrad
Niewa Leningrad (ros. Футбольный клуб «Нева» Ленинград, Futbolnyj Kłub "Niewa" Leningrad) – rosyjski klub piłkarski z siedzibą w Leningradzie.

## Historia
Chronologia nazw:
- 1903—1914: Niewa Sankt Petersburg (ros. «Нева» Санкт-Петербург)
- 1914—1918: Niewa Piotrogród (ros. «Нева» Петроград)
- 1924—1937: Bolszewik Leningrad (ros. «Большевик» Ленинград)
- 1938—1939: Zienit Leningrad (ros. «Зенит» Ленинград)
- 1967: Bolszewik Leningrad (ros. «Большевик» Ленинград)
- 1967—1969: Niewa Leningrad (ros. «Нева» Ленинград)

Założony w 1924 jako Bolszewik Leningrad i reprezentował "Obuchowski Zawod" (Zakład hutniczy i budowy maszyn) w Leningradzie, chociaż jeszcze w carskiej Rosji w mistrzostwach Sankt Petersburga występował klub o nazwie "Niewa".
W 1938 na bazie "Bolszewika" został zorganizowany klub Zenit Leningrad, który debiutował w Grupie A Mistrzostw ZSRR. Zajął 22 miejsce i spadł do Grupy B. Po sezonie 1939, w którym zajął spadkowe 22 miejsce, zespół został rozformowany. Klub Staliniec Leningrad przyjął nazwę Zenit Leningrad i od 1940 kontynuował występy w Grupie A.
Dopiero po 1967 po rozformowaniu klubu Awtomobilist Leningrad został ponownie założony klub Bolszewik Leningrad, który reprezentował "Zawod Bolszewik" (nowa nazwa Obuchowskiego Zawodu).
W 1967 zespół startował w Klasie B, grupie 2, w której zajął 16 miejsce. W 1968 pod już pod nazwą Niewa Leningrad zajął ostatnie 20 miejsce, jednak uchronił się przed spadkiem. Ale już w 1969 ponownie zajął ostatnie 17 miejsce i opuścił rozgrywki na poziomie profesjonalnym.

## Sukcesy
- 22 miejsce w Klasie A ZSRR:

1938
- 1/8 finału Pucharu ZSRR:

1938

## Znani piłkarze
- Nikołaj Sawincew